# 혁신관료
혁신관료(일본어: 革新官僚 카쿠신칸료우[*])는 전전 일본에서 내각조사국의 후신인 기획청이 중일전쟁 전면화에 따라 자원국과 통폐합되어 기획원이 개편되었을 때, 기획원을 거점으로 전시통제경제 실현을 도모한 관료계층이다. 이후 국가총동원법 등 총동원 계획의 실무를 담당했다. 혁신관료의 특징은 제1차 세계대전 이후 전지구적 정치경제사회의 격변에서 강한 자극을 받아 그 구조를 분석하기 위한 방법론으로서 마르크스주의의 영향을 받았다는 것이다.
전전 일본에서 관료세력이 대두한 것은 1934년 사이토 내각이 제인사건으로 총사퇴하고 오카다 내각이 들어섰을 때부터가 분수령이라고 할 수 있다. 사이토 내각에 비해 오카다 내각에서 정당정치인 출신 각료들은 지위가 낮았는데, 그만큼 정당의 세력이 후퇴했다고 할 수 있다. 이에 정당을 대신해 세력을 신장한 것이 관료였다. 사이토 내각의 농무대신으로 활약한 고토 후미오가 내무대신이 된 것이 그 상징이었다. 오카다 내각은 기반 강화를 위해 내각심의회와 내각조사국을 설치했고 내각조사국 국장에는 요시다 시게루가 임명되었다. 고토, 요시다 등은 1920년대부터 대두한 신관료(新官僚) 세력이었다.
이후 내각조사국이 기획청이 되고 1937년 기획원으로 재개편되면서부터 활약한, 신관료 다음 세대의 관료들을 신신관료(新々官僚) 또는 혁신관료라고 부르게 되었다. 체신성 출신의 오쿠무라 키와오가 전력국가관리안을 실현하면서 주목받게 되었다. 대표적인 혁신관료들로는 기획원총재 호시노 나오키, 상공차관 기시 노부스케 등 만주에서 통제경제 실적을 올린 전과가 있는 고위관료들과 미노베 요지, 모리 히데오토, 사코미즈 히사츠네 등의 중견관료들이 있다. 혁신관료들은 소련의 5개년 계획 방식을 도입한 사회주의적 계획경제를 실시했기 때문에 코바야시 이치조 등 재벌들과 히라누마 기이치로 등 수구보수세력은 이들을 "공산주의"라며 반발했다. 그 결과 1941년에는 혁신관료들이 탄압당하는 기획원 사건 같은 사건이 일어나기도 했다.

## 혁신관료로 거론되는 인물
| - 이나바 히데조 - 카츠마타 세이이치 - 사타 타다타카 - 마사키 치후유 - 와다 코사쿠 육군관료 - 나가타 테츠잔 - 하나노 키치헤이 상공관료 - 기시 노부스케 - 미노베 요지 - 시나에 에츠사부로 - 요시노 신지 - 호아시 케이 체신관료 - 오쿠무라 키와오 | 농림관료 - 타나카 나가시게 - 시게마사 세이시 - 후지이 소지 - 와다 히로오 대장관료 - 사고미즈 히사츠네 - 모리 히데오토 - 하라구치 타케오 - 후지이 사다노부 - 야마다 타츠오 내무관료 - 야스이 에이지 - 토미타 켄지 - 마츠이 하루오 - 코무라 사카히코 철도관료 - 카시와바라 효타로 | 외무관료 - 시라토리 토시오 - 우시바 노부히코 - 쿠리하라 마사루 - 사이토 오온지 - 사토 타다오 - 시게마츠 노부오 - 타카세 지로 - 니노미야 타케오 - 히로타 요오지 - 후지무라 노부오 - 마츠미야 쥰 |